# Francis Stewart Gilderoy Piggott
Francis Stewart Gilderoy Piggott, britanski general, * 1883, † 1966.